# 867 Ковація
867 Ковація (867 Kovacia) — астероїд головного поясу, відкритий 25 лютого 1917 року.
Тіссеранів параметр щодо Юпітера — 3,211.